# Silická Jablonica
Silická Jablonica est un village de Slovaquie situé dans la région de Košice.

## Histoire
La première mention écrite du village remonte à 1386.
La localité fut annexée par la Hongrie après le premier arbitrage de Vienne le 2 novembre 1938. En 1938, on comptait 583 habitants. Elle faisait partie du district de Turňa nad Bodvou (hongrois : Tornai járás). Le nom de la localité avant la Seconde Guerre mondiale était Jablonca. Durant la période 1938 - 1945, le nom hongrois Jablonca était d'usage. À la libération, la commune a été réintégrée dans la Tchécoslovaquie reconstituée.

## Démographie

### Évolution de la population
| Année:               | 1994. | 2004.    | 2014.    | 2024.    |
| -------------------- | ----- | -------- | -------- | -------- |
| Nombre de personnes: | 281   | 231      | 194      | 172      |
| Différence:          |       | -17,79 % | -16,01 % | -11,34 % |

| Année:               | 2023. | 2024.   |
| -------------------- | ----- | ------- |
| Nombre de personnes: | 179   | 172     |
| Différence:          |       | -3,91 % |